# Phare de l'île Monhegan
Le phare de l'île Monhegan (en anglais : Monhegan Island Light) est un phare actif situé sur l'île Monhegan, dans le Comté de Lincoln (État du Maine).
Il est inscrit au Registre national des lieux historiques depuis le 7 mai 1980 .

## Histoire
Le phare fut autorisé par le Congrès en 1822 et mis en service en 1824. La tour actuelle date de 1850 et il s'agissait du dernier projet de l'architecte Alexander Parris (en). Ce phare est le deuxième plus haut phare du Maine. Le phare se dresse sur une colline au centre de l'île. La station de signalisation comprend la tour, la maison du gardien, le bâtiment de stockage et le bâtiment à carburant
L'automatisation de la lumière a été effectuée en 1959. Elle est gérée par télécommande depuis la Manana Island Sound Signal Station (en). Ce poste a été géré administrativement dans le cadre du phare de Monhegan de 1850 à 1874 et fait l'objet d'une administration distincte depuis.

## Musée Monhegan
La maison du gardien, qui sert maintenant de Musée Monhegan , est un bâtiment à ossature de bois. Il présente des expositions sur l'histoire naturelle, sociale, industrielle, culturelle et artistique de l'île. Le système d'éclairage du phare du phare est toujours exploité par la Garde côtière, et le Musée Monhegan est ouvert au public à l'occasion chaque saison.

## Description
Le phare  est une tour cylindrique en pierre de granit, avec une galerie et une lanterne octogonale de 14 m de haut, adossée à une maison de gardien. La tour est non peinte et la lanterne est noire avec un toit rouge. Il émet, à une hauteur focale de 54 m, un éclat blanc par période de 15 secondes. Sa portée est de 20 milles nautiques (environ 37 km).
Identifiant : ARLHS : USA-509 ; USCG : 1-0020 - Amirauté : J0128 .
|          |
| Le phare |

### Lien connexe
- Liste des phares du Maine